# 191582 Kikadolfi
191582 Kikadolfi è un asteroide della fascia principale. Scoperto nel 2003, presenta un'orbita caratterizzata da un semiasse maggiore pari a 3,1994175 UA e da un'eccentricità di 0,1176548, inclinata di 4,85781° rispetto all'eclittica.